# Rubell Family Collection
Rubell Family Collection är ett privat familjeägt konstmuseum i Miami i USA.
Rubell Family Collection öppnade 1993 i en tidigare av Drug Enforcement Administration ägt lagerbyggnad i Miami. Det drivs av en allmännyttig stiftelse, som bildats av läkaren Donald Rubell och läraren och fastighetsmäklaren Mera Rubell, och visar enbart konstverk ur familjen Rubells egna samlingar. Familjen består, förutom av Don och Mera Rubell av sonen Jason Rubell och dottern Jennifer Rubell. 
Paret Don och Mera Rubell, som bodde och arbetade i New York innan de 1993 flyttade till Miami, började samla konst med en låg budget redan då de gifte sig 1964. En av de första artisterna, vars verk de köpte, var Keith Haring. De inriktade sig i första hand på unga konstnärer, som ännu inte fått ett publikt genombrott. Från 1980-talet har de mer och mer utvidgat konstköpen till länder utanför USA, såsom Kina och Brasilien. De gör inköp av konstnärer, vilka de också upprättar täta social kontakter med, och köper gärna upp stora delar av deras kollektioner. Konstverken, numera (2015) uppgående till 6.800 verk av fler än 800 konstnärer säljs i princip inte vidare ut på konstmarknaden, och doneras inte heller till andra konstmuseer. Museet har stora samlingar av bland andra Jean-Michel Basquiat, Keith Haring, Damien Hirst, Jeff Koons, Cindy Sherman, Kara Walker och Andy Warhol. 
Familjens övriga medlemmar har efter hand också engagerats i konstköpen, framför allt sonen Jason Rubell, medan dottern Jennifer Rubell under senare år själv blivit yrkesmässig konstnär. Familjen har också byggt upp hotellrörelsen Rubell Hotels i Miami och i Washington D.C..
Utställningar, som sätts upp i museet Rubell Family Collection i Miami, turnerar ofta till andra konstmuseer i USA. Så har till exempel 30 Americans från 2008, med verk uteslutande av afroamerikanska konstnärer, turnerat sedan dess (2016) En ny tematisk utställning öppnar i december varje år , sammanfallande med tidpunkten för årliga Art Basel Miami Beach. Utställningen 2015-16 visar konst av 72 kvinnliga konstnärer, bland andra Cecily Brown, Miriam Cahn, Marlene Dumas, Lisa Yuskavage, Rosemarie Trockel, Yayoi Kasama, Mai-Thu Perett, R. H. Quaytman, Catherine Opie, Elisabeth Peyton och Amy Bessone.
Museet Rubell Family Collection har enbart undantagsvis permanent utställda verk på sina 28 utställningshallar på 4.200 kvadratmeter, som Cady Nolands installation av Budweiserölburkar och flaggor, This Piece Has No Title Yet, och Charles Rays Oh! Charley, Charley, Charley från 1992.